# Sendai
Sendai (en japonès: 仙台市, Sendai-shi) és la capital de la prefectura de Miyagi, Japó i la ciutat més gran de la regió nord-oest de Tōhoku. Amb 1.089.372 d'habitants, Sendai és la ciutat número dotze en població del Japó, per darrere de Hiroshima i forma part de les 20 ciutats designades pel govern des del 1989. Està situada al nord-est de l'illa de Honshu. Sendai és la principal ciutat i núcli comercial de la regió de Tohoku i el nord del Japó.
La ciutat fou fundada el 1600 per Date Masamune, i és també coneguda pel sobrenom de la "Ciutat dels Arbres" (杜の都, Mori no Miyako). Des de la seua fundació, Sendai fou la capital del domini de Sendai, governat pel clan Date.
En l'àmbit polític, des de l'any 2019 la ciutat està governada per una coalició entre els partits de centre-esquerra (PDC, PDG, PSD) i el PCJ. Des del 2017 l'alcaldessa és na Kazuko Kōri, antic membre del PD.

## Geografia

Ubicació de Sendai a Miyagi.

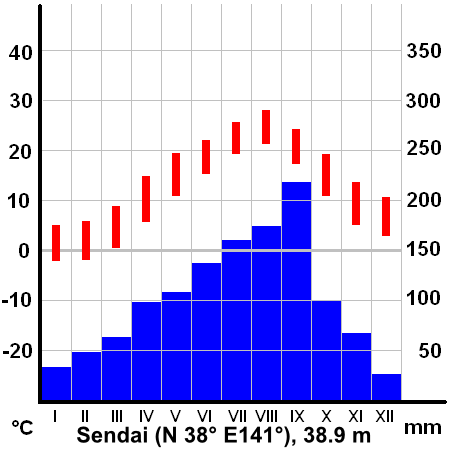
Climograma de Sendai.

### Localització
La ciutat de Sendai es troba a la costa de l'oceà pacífic de l'illa de Honshu. El terme municipal té 788,09 quilòmetres en total i abasta des de l'oceà pacífic fins als monts Ōu, els quals formen els límits naturals de la prefectura de Miyagi a l'est i a l'oest, respectivament. Com a resultat d'això, el terreny és prou divers segons la zona. El Sendai oriental és una zona plana, on es troba el centre de la ciutat, però les zones occidentals són muntanyoses. El punt més alt del terme municipal es troba al mont Funagata amb 1.500 metres sobre el nivell de la mar.

### Límits
Sendai és l'única ciutat de la prefectura de Miyagi que ocupa tota una franja de terra des de les costes de l'oceà pacífic a l'est fins a la prefectura de Yamagata a l'oest, limitant amb aquesta. El municipi limita a l'est amb els municipis de Yamagata, Tendo, Higashine i Obanazawa; a l'est amb l'oceà pacífic. Al sud, Sendai limita amb els municipis de Kawasaki, Murata i Natori i al nord amb els de Shikama, Taiwa, Tomiya, Rifu i Tagajo, tots a la prefectura de Miyagi.

### Clima
El clima de Sendai és el típic de la regió de Tohoku. Particularment, Sendai té un clima subtropical humit, el qual fa que la ciutat tinga uns estius càlids i humits i uns hivers freds i secs. Tot i això, ni els estius són tan calurosos i humits com a Tòquio ni els hiverns són tan freds com a Sapporo. La proporció de nevades a l'hivern és menor que a les ciutats de l'oest de Tohoku com Niigata o Akita.

### Districtes
| Mapa de Sendai          | Mapa de Sendai    | Mapa de Sendai |
| ----------------------- | ----------------- | -------------- |
| A map of Sendai's Wards |                   |                |
|                         | Nom del Districte |                |
| Rōmaji                  | Kanji             |                |
| 1                       | Aoba              | 青葉区         |
| 2                       | Izumi             | 泉区           |
| 3                       | Miyagino          | 宮城野区       |
| 4                       | Taihaku           | 太白区         |
| 5                       | Wakabayashi       | 若林区         |

## Història

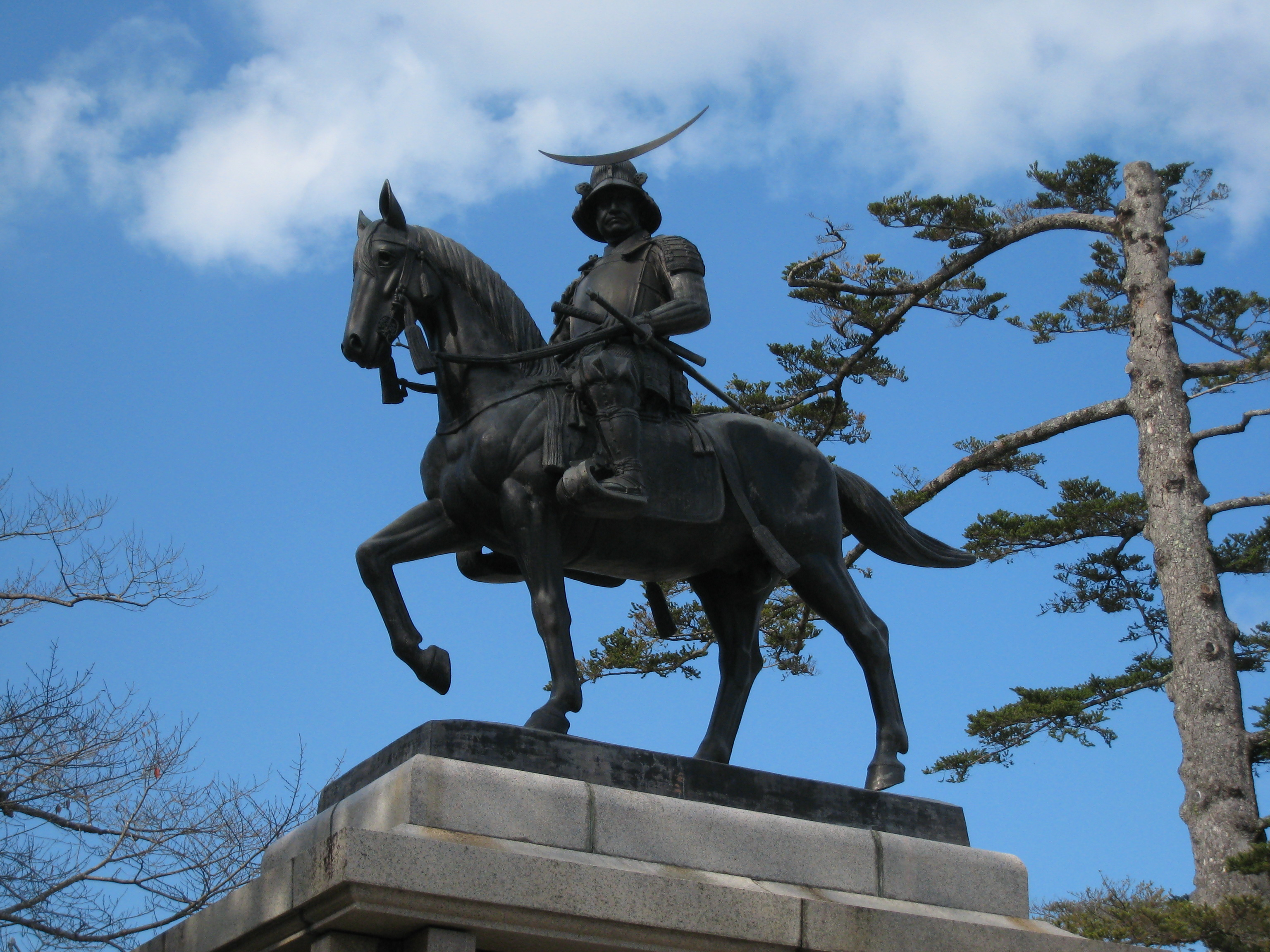
Estatua de Date Masamune, fundador de Sendai, al mont Aoba.

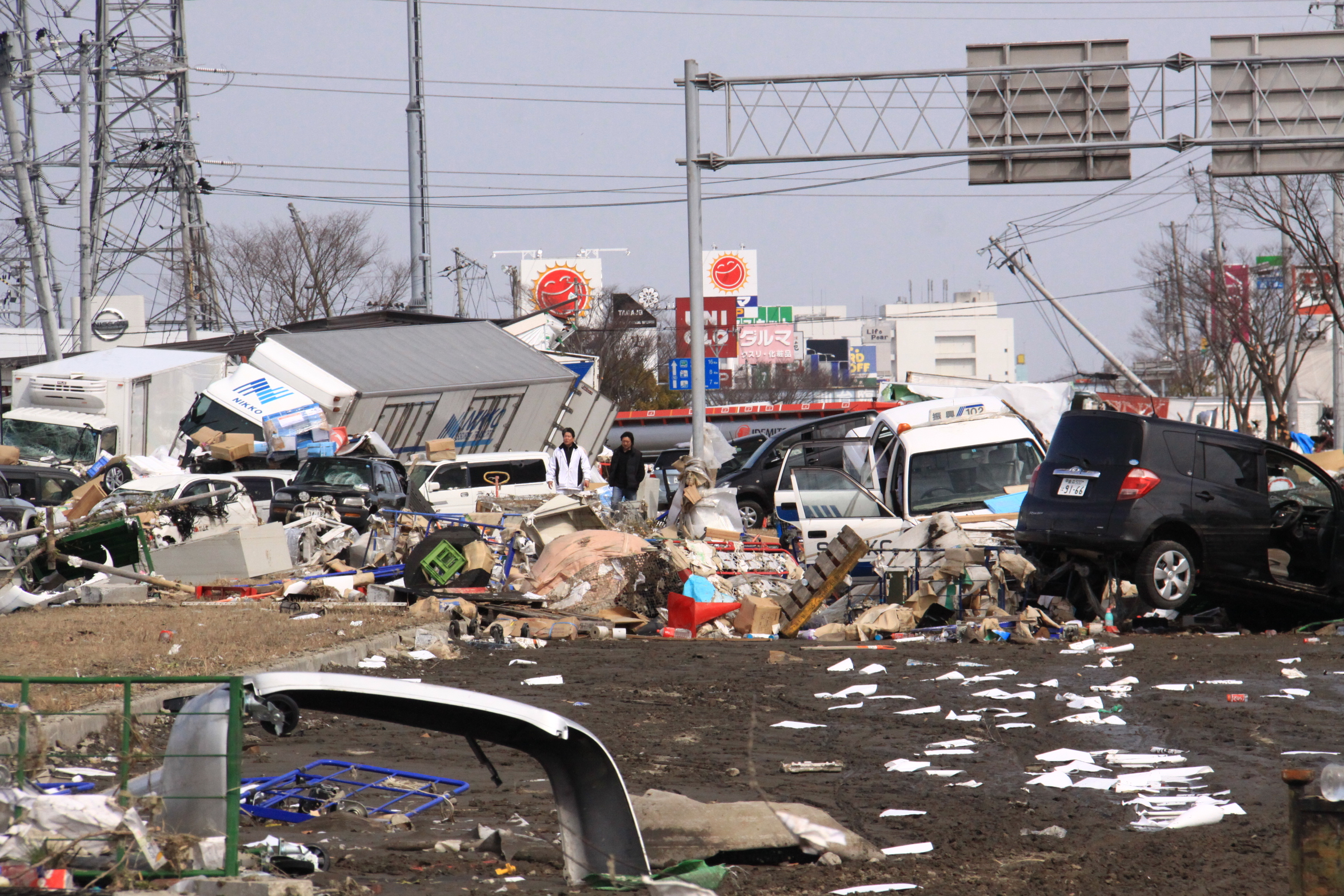
Efectes del terratrèmol de 2011 a Miyagino-ku.

Date Masamune, membre del Clan Date, fundà la ciutat el 1600. Construí el seu propi castell i ordenà diversos plans per al desenvolupament de la ciutat. Els plans urbanístics de Date Masamume es poden veure encara avui en dia. Ràpidament, es convertí en una ciutat prospera, fins al punt que un ambaixador espanyol la va descriure com més animada que Tòquio.
El 1613, durant l'era Keicho, Date Masamume ordenà començar un viatge cap a Europa per a poder establir vincles comercials i invitar a missioners. La missió fou liderada per Hasekura Tsunenaga, a bord del vaixell San Juan Bautista, construït pel Clan Sendai. La delegació creuà l'oceà Pacífic, i arribaren fins a Acapulco, Mèxic, per després creuar l'Atlàntic i arribar fins a Madrid i Roma, on foren rebuts en audiència pel papa Pau V. Foren els primers japonesos a creuar l'Atlàntic i tornaren a Sendai set anys més tard.
Coneguda com la "Ciutat dels Arbres" ja abans de la Segona Guerra Mundial, la majoria d'ells desaparegueren durant els bombardejos de la guerra.
L'11 de març de 2011 la ciutat va ser sacsejada per un gran terràtremol de magnitud 9,0 que tingué l'epicentre a 130 km de la ciutat; el posterior tsunami va arrasar-ne una gran part, i també l'aeroport.

## Política i govern

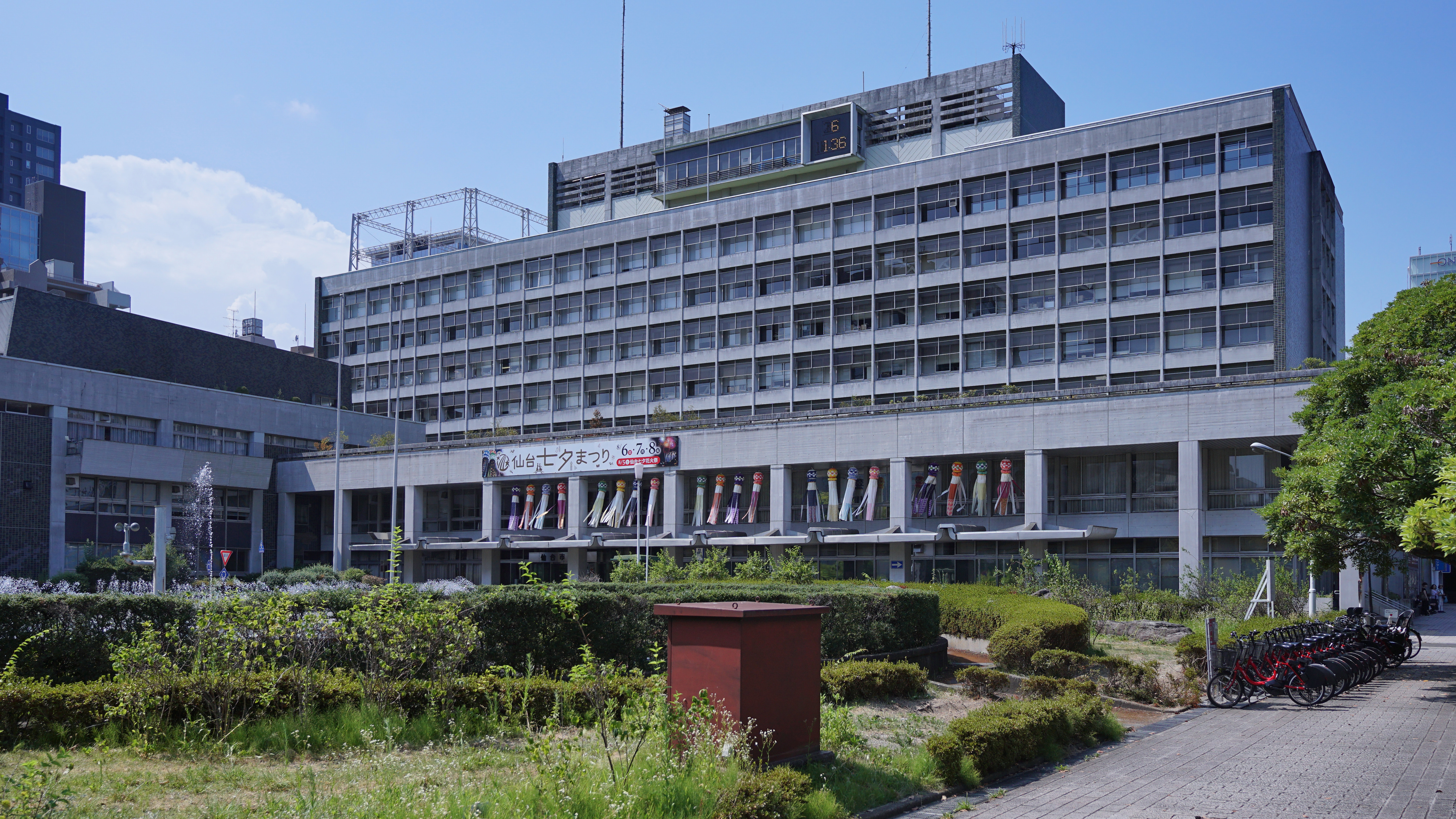
Edifici de l'ajuntament de Sendai

Tot i que cada districte té un petit ajuntament de districte, Sendai és governada per un alcalde i un consell municipal central, comú a tot el municipi.

### Assemblea municipal
La composició del ple municipal de Sendai és la següent:
| Partit | Partit                    | Partit  | Regidors |
| ------ | ------------------------- | ------- | -------- |
|        | Partit Liberal Democràtic | PLD     | 22 / 55  |
|        | Kōmeitō                   | KMT     | 9 / 55   |
|        | Fòrum Ciutadà Sendai      | PDC-PDG | 9 / 55   |
|        | Partit Comunista del Japó | PCJ     | 6 / 55   |
|        | Partit Socialdemòcrata    | PSD     | 5 / 55   |
|        | Independents              |         | 6 / 55   |
|        | Escons vacants            |         | 0 / 55   |

### Alcaldes
En aquesta taula només es reflecteixen els alcaldes democràtics, és a dir, des de l'any 1947.
| Període   | Alcalde           | Partit |
| --------- | ----------------- | ------ |
| 1946-1957 | Eimatsu Okazaki   | Ind    |
| 1958-1984 | Takeshi Shimano   | Ind.   |
| 1984-1993 | Tōru Ishii        | Ind.   |
| 1993-2005 | Hajimu Fujii      | Ind.   |
| 2005-2009 | Katsuhiko Umehara | Ind.   |
| 2009-2017 | Emiko Okuyama     | Ind    |
| 2017-     | Kazuko Kōri       | PD     |

## Demografia
El 2008, la ciutat tenia 1.028.214 habitants i una densitat de població de 1.309,12 persones per quilòmetre quadrat. La majoria dels habitants viuen en àrees urbanes properes a les estacions de metro i de tren. Segons el Cens Nacional de l'any 2000, un 88% de la població vivia en una àrea de 126,69 quilòmetres quadrats, un 16,6% de l'àrea total de la ciutat. És una de les ciutats amb població més jove de tot Japó, amb una edat mitjana de 38,4 anys.

### Gastronomia

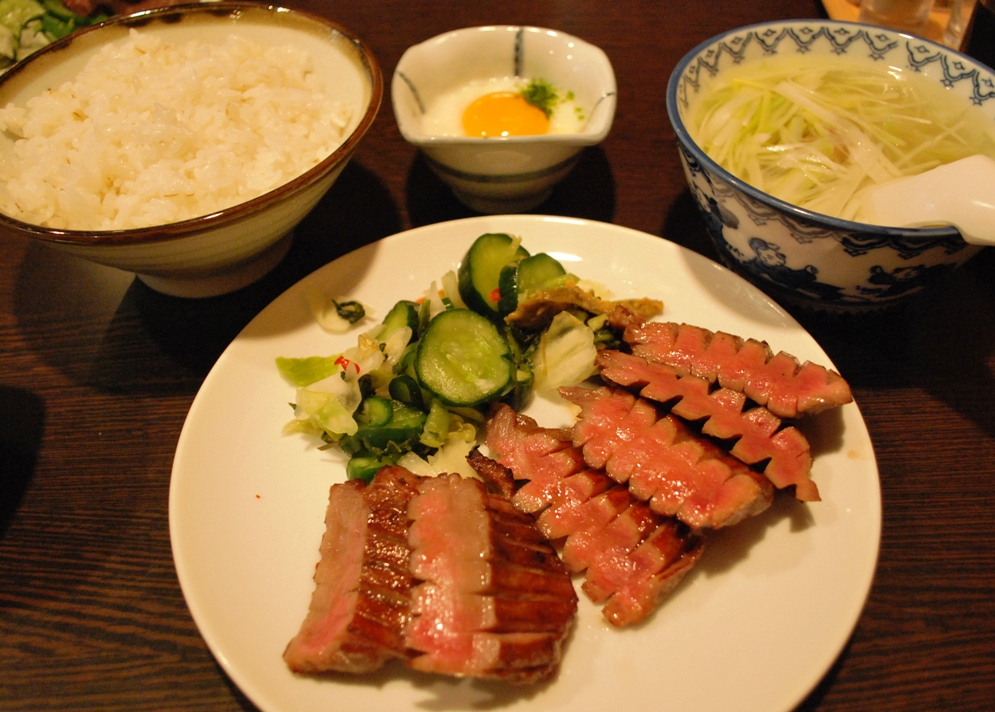
Llengua de bou, especialitat local.

## Cultura

### Monuments i museus
| Castell de Sendai o castell Aoba | Museu de la Ciutat de Sendai           |
| Monument a Date Masamune         | Zoològic de Sendai Yagiyama            |
| Zuihōden                         | Museu d'Art de Miyagi                  |
| Ōsaki Hachimangū                 | Museu de Literatura de Sendai          |
| Mutsu Kokubun-ji                 | Museu de la Reconstrucció de la Guerra |
| Gran Kannon de Sendai            | Museu del Tanabata, interior           |
| Casa del Governador de Miyagi    | Museu d'Història i Floklore de Sendai  |

### Educació
Sendai és anomenada de vegades la "ciutat acadèmica" a causa de l'alt nombre d'universitats que s'hi troben.
- Universitat de Tohoku
- Universitat Gakuin de Tohoku
- Universitat de Miyagi
- Universitat Gakuin per a dones de Miyagi
- Universitat de l'educació de Miyagi
- Universitat Fukushi de Tohoku

## Transport

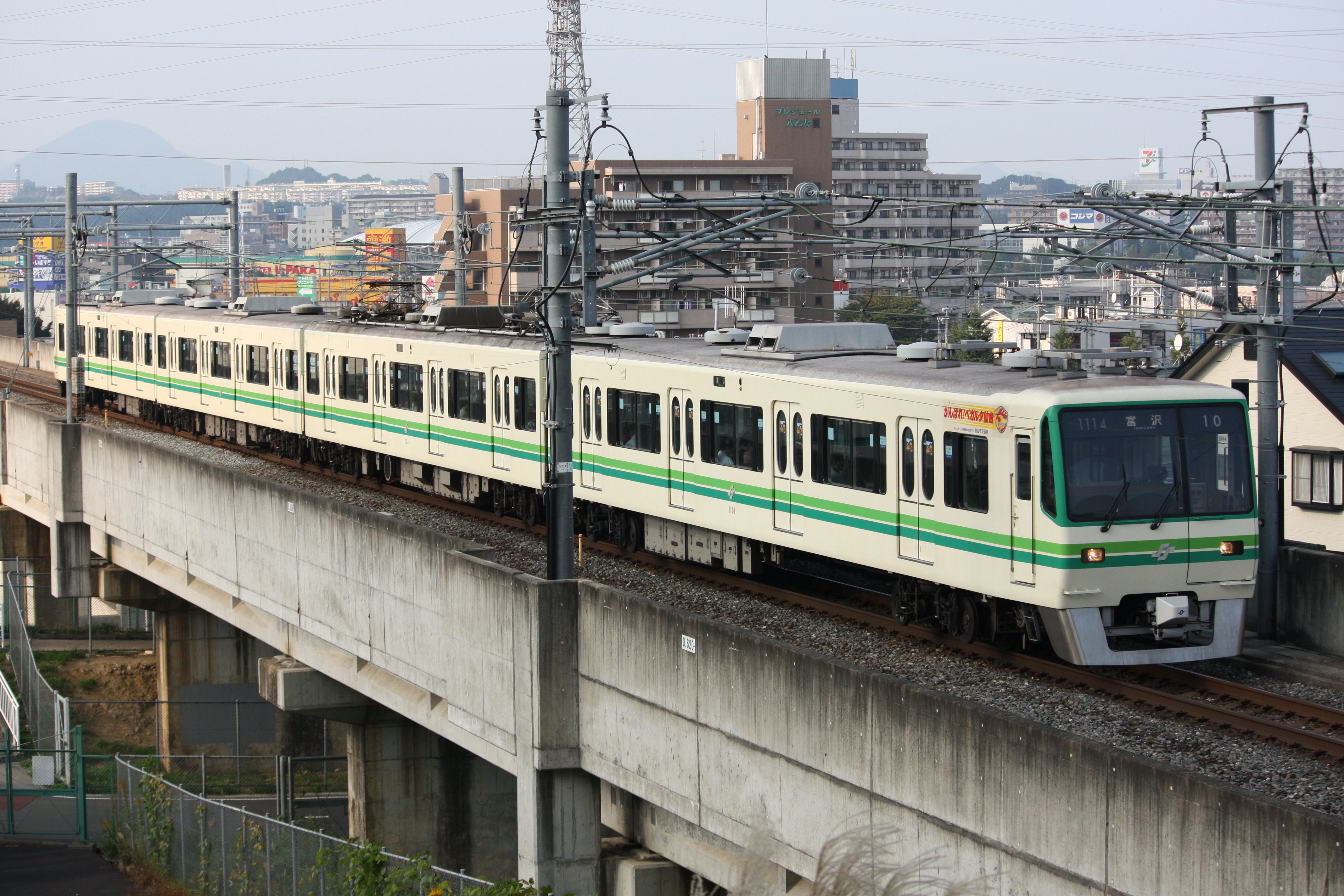
Metro de Sendai, a Izumi-ku

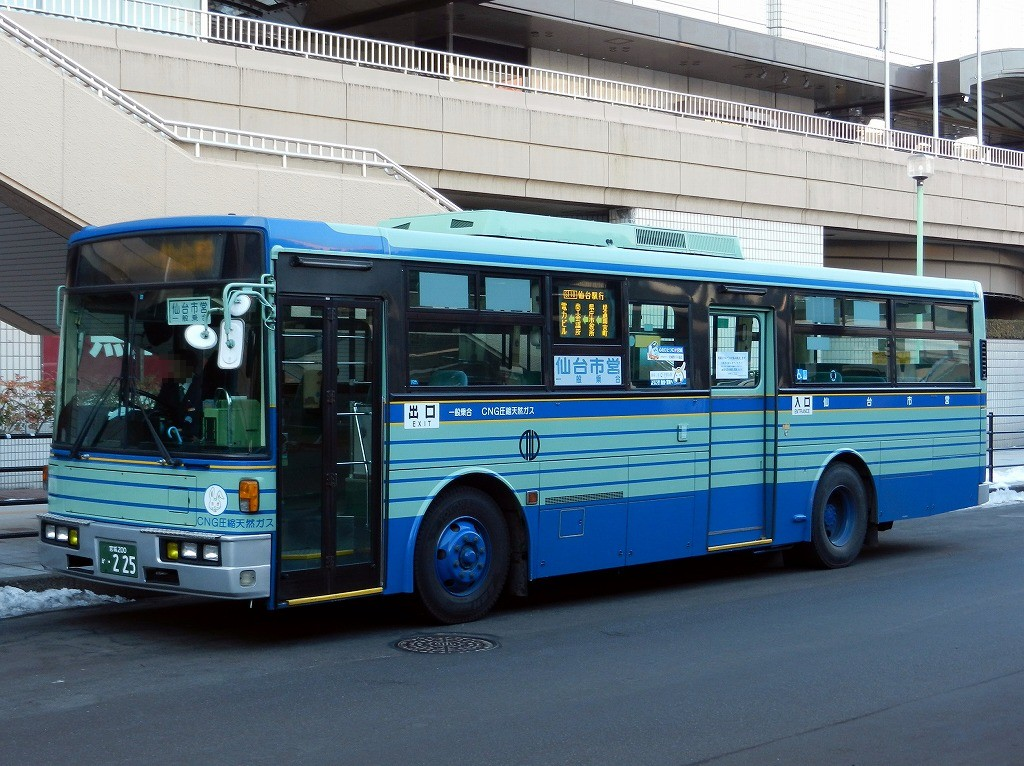
Autobus municipal de Sendai.

### Ferrocarril
Des de 1987 Sendai disposa de ferrocarril metropolità pròpi. Aquest compta amb dues línies: la tozai que va d'est a oest i la nanboku, de sud a nord.